# Étang de Bourg-le-Vieux
L'étang de Bourg-le-Vieux est une étendue d'eau naturelle située sur la commune de Bias, dans le département français des Landes. Sa particularité vient du fait qu'il occupe en partie l'emplacement de l'ancien village de Bias et de son église, aujourd'hui disparus.

## Présentation
De taille modeste, avec moins de un hectare, cet étang se situe au sud ouest de la commune de Bias, qui en est propriétaire. Il est cerné au nord et au sud par de hautes dunes. Il est alimenté par le ruissseau de Tirelagüe qui est également son émissaire (il porte le nom de Canal de Ceyrolles sur la première partie de son cours).

## Historique
Du Moyen Age au XIXe siècle, les mouvements de sables sous l'effet du vent posent d'importants problèmes, rendant difficile la vie dans cette partie des Landes. Des parties de villages et des églises sont même englouties par le déplacement des dunes.
Dès 1645, les membres du conseil de fabrique de Bias s'inquiètent du mouvement des dunes qui menacent l'église. Le problème s'accélère dans le premier tiers du XVIIIe siècle, lorsque les dunes déplacées par les vents se jettent dans le lit du lac, le repoussant toujours plus vers l'est. En 1731, l'eau arrive dans le cimetière et inonde l'église. Elle s'y avance toujours en 1736 lorsque  les paroissiens demandent l'autorisation de bâtir un nouveau lieu de culte. L'église est définitivement abandonnée en 1743, la nouvelle église de Bias est inaugurée en 1770.
À partir de 1778, le baron Charlevoix de Villiers propose de fixer les dunes du littoral aquitain par une méthode basée sur l'ensemencement en pins maritimes, l'utilité de ces arbres pour limiter le mouvement des sables ayant déjà été remarquée à l'état naturel. Nicolas Brémontier fait réaliser des essais de cette technique. En 1822, Jean-Sébastien Goury, ingénieur des Ponts-et-Chaussées, conçoit un dispositif permettant de retenir le sable à la source et d'éviter l'ensablement des plantations : une dune rectiligne longeant l'océan. En moins de 70 ans, une dune bordière (ou cordon dunaire) est réalisée et les dunes intérieures sont entièrement fixées par les pins et leur cortège floristique (genêts, ajoncs, etc.). La fixation des dunes littorales marque le départ du grand boisement des Landes sur 88 000 ha de 1802 à 1880.

## Intérêt écologique
En France métropolitaine, les zones humides couvrent 3 % du territoire mais hébergent un tiers des espèces végétales remarquables ou menacées, la moitié des espèces d'oiseaux et la totalité des amphibiens et poissons d'eau douce. Ce sont des lieux d'abri, de nourrissage et de reproduction pour de nombreuses espèces, indispensables à la reproduction des batraciens. Elles constituent des étapes migratoires, des lieux de reproduction et d'hivernage pour de nombreuses espèces d'oiseaux. Le rôle écologique des zones humides dans les Landes y est d'autant plus important que la majorité d’entre elles ont disparu à la suite des grands travaux d’assèchement entrepris sous Napoléon III dans le cadre de la loi du 19 juin 1857.

### Classement
L'étang de Bourg-le-Vieux est dans le périmètre du site inscrit de 43.680,8 hectares par arrêté du 16 août 1977 dénommé « Étangs landais nord » au titre de l'intérêt pittoresque d'un grand ensemble paysager.
L'étang est également constitutif du site Natura 2000 (SIC/pSIC) « Zones humides de l'arrière dune du Pays de Born et de Buch ».

### Oiseaux
On note la présence sur site de différentes espcèces, dont certaines sont protégées : Aigrette garzette (espèce protégée au titre de la directive oiseaux), Bécassine des marais, Chevalier guignette, Courlis cendré, Fuligule milouin, Gravelot, Poule d'eau, Sarcelle d'hiver, Vanneau huppé.

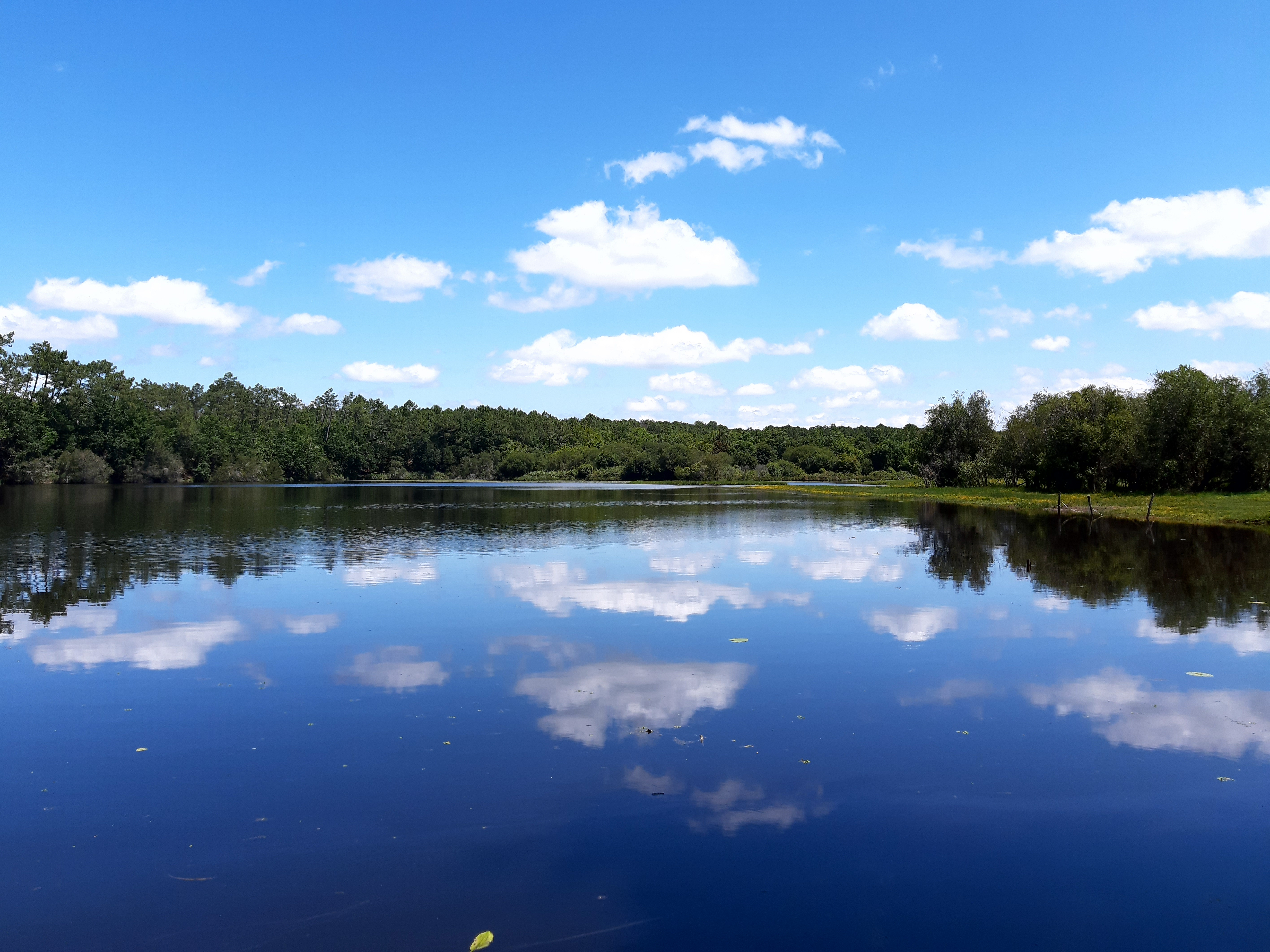
Vue d'ensemble
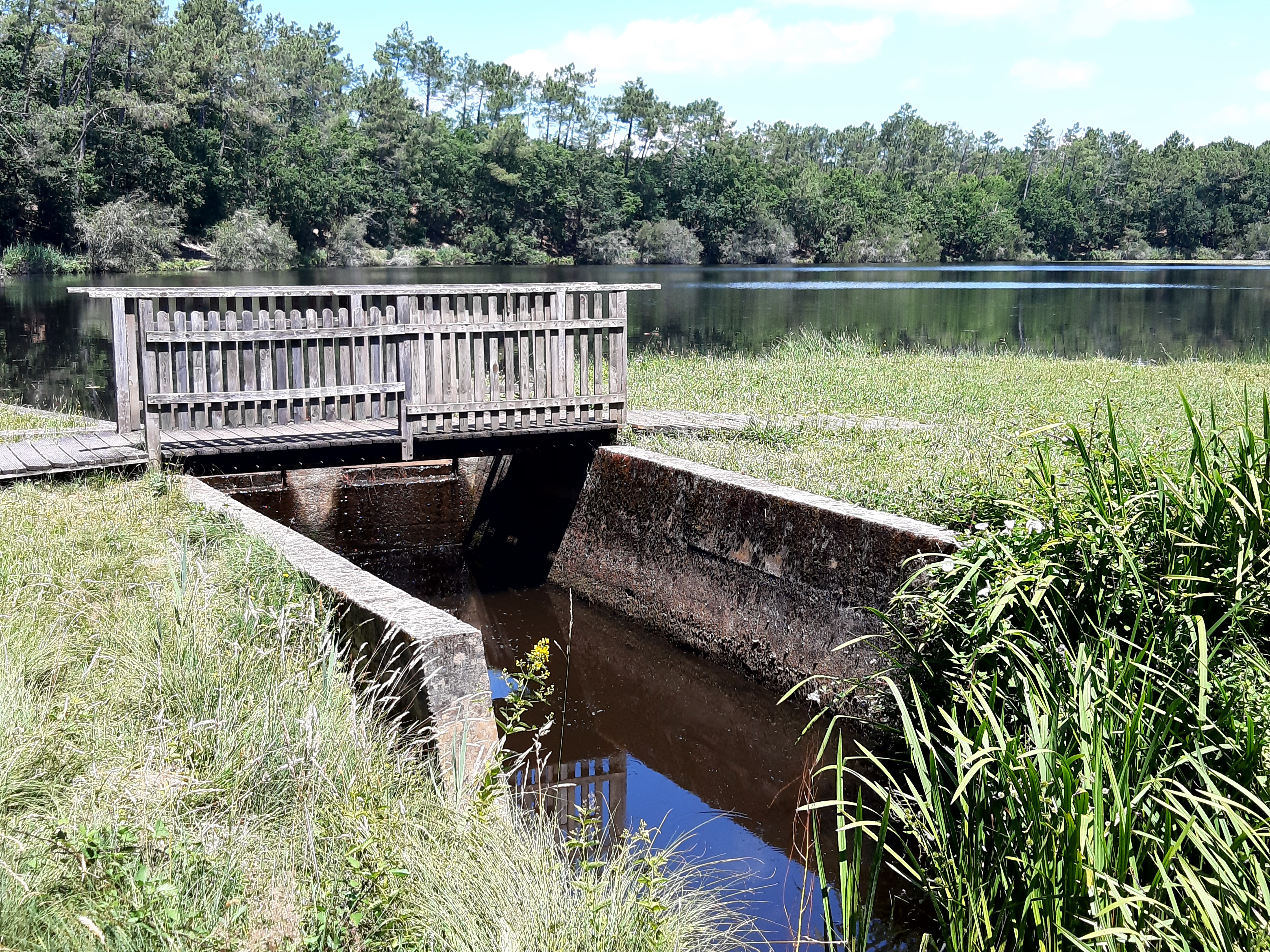
Canal de Ceyrolle (ruisseau de Tirelagüe), exutoire de l'étang